# Bernhardus Buma
Bernhardus Buma (Leeuwarden, 17 oktober 1770 - aldaar, 14 juli 1838) was een Nederlands jurist en bestuurder.

## Leven en werk
Buma was een zoon van mr. Gerlacus Buma (1732-1807) en Bottje Dorhout (1735-1808). Hij studeerde rechten en promoveerde in 1791 aan de Universiteit van Franeker. Na zijn studie was hij advocaat aan het Hof van Friesland. In 1792 trouwde hij met Rolina Maria Hora Siccama (1773-1826), telg uit het geslacht Siccama. Uit dit huwelijk werden onder anderen Wibo Bernhardus Buma en Wiardus Willem Buma geboren.
Buma vervulde veel bestuurlijke functies, zo was hij volmacht ten landdage van Friesland namens Hennaarderadeel 1791- 1795, ontvanger-generaal der florenen van Baarderadeel 1801, lid van het bestuur van het departement Friesland 1802-1805, voogd van het Nieuw Stadsweeshuis 1807-1809, rechter-plaatsvervanger 1811, lid vroedschap 1808, adjunct-maire 1811, maire 1813, president-burgemeester 1813- 1815 en lid van de gemeenteraad 1815-1816 van Leeuwarden. Hij was daarnaast lid van de Friese Provinciale Staten 1814-1829 en Gedeputeerde Staten 1814-1816. Voor het departement Friesland was hij op 29 en 30 maart 1814 aanwezig bij de Vergadering van Notabelen.
Een aantal van deze functies legde hij neer, toen hij werd benoemd tot grietman van Baarderadeel in 1816. In 1834 trad hij af als grietman en werd opgevolgd door zijn zoon. Hij overleed een aantal jaren later op 67-jarige leeftijd en werd begraven op de begraafplaats van de familie Buma in Weidum die het echtpaar in 1825/1826 gesticht had.
- Biografisch Portaal: 03497453
- Digitale Bibliotheek voor de Nederlandse Letteren: buma009
- International Standard Name Identifier: 0000 0003 8832 9259
- Nederlandse Thesaurus van Auteursnamen: 071379509
- Parlement.com: vg09lluas0t1
- Virtual International Authority File: 281448976
- WorldCat: E39PBJycKQXX8ffqt87Xb8C4v3